# Viamópolis

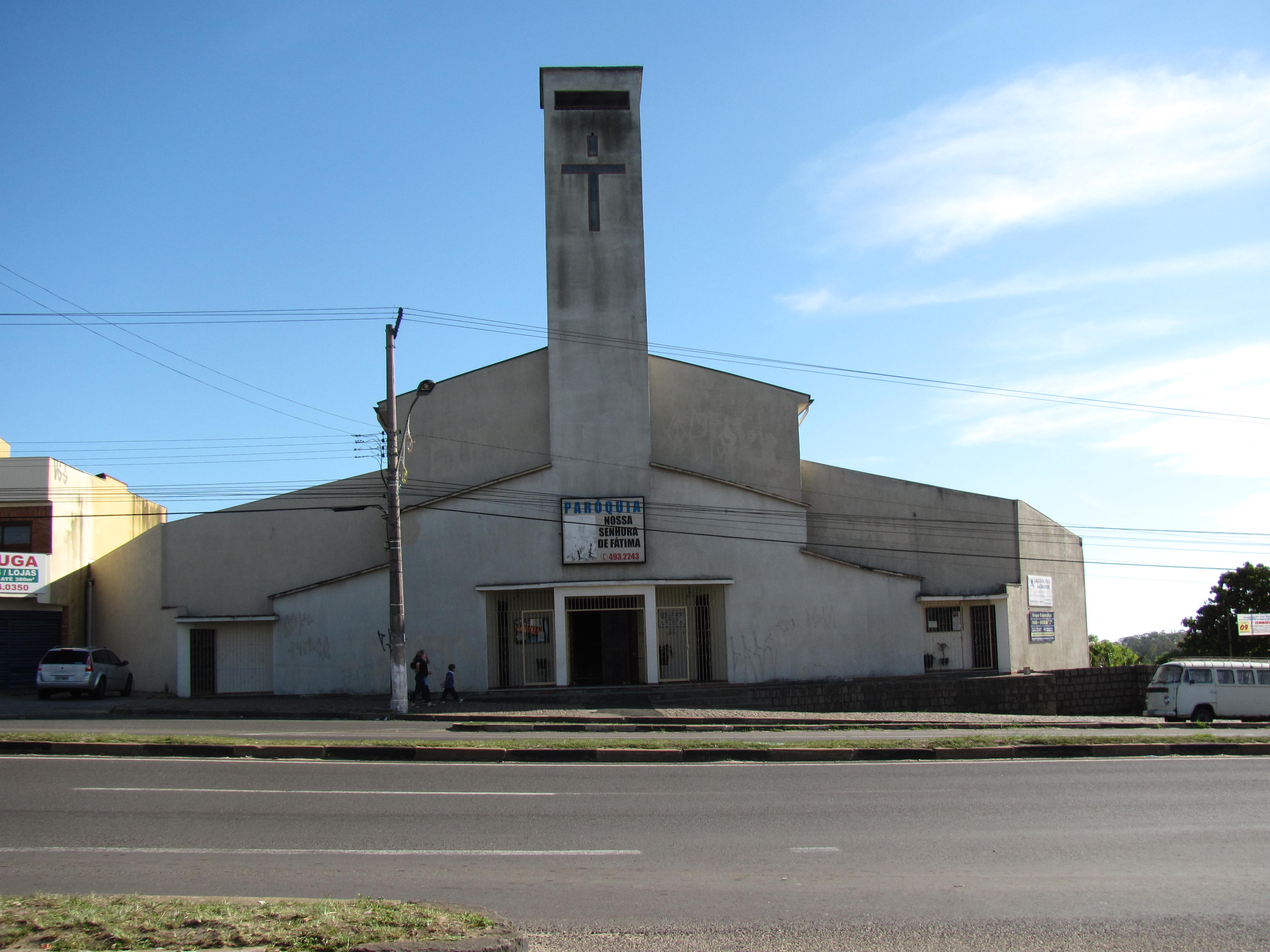
Paróquia Nossa Senhora de Fátima, no distrito de Viamópolis.

Viamópolis é um distrito do município de Viamão, no Rio Grande do Sul . O distrito possui  cerca de 25 000 habitantes e está situado na região noroeste do município .

## História
Em 1966, o município de Viamão era constituído por sete distritos. Com o passar dos anos, novos loteamentos surgiram e passaram a representar a cidade grande importância. Já nos anos de 1970, a região de Viamópolis no distrito de Passo do Sabão expressava forte desenvolvimento, o qual não podia ser ignorado. Na segunda metade da década de 1980, tornou-se evidente a necessidade de revisão na geografia da região. Em abril de 1991, o então prefeito de Viamão Jorge Chiden expediu  decreto, que visando reavaliar a divisão político administrativa na cidade, instituiu o distrito de Viamópolis, o qual passou a abranger loteamentos que até então, pertenciam a região sudeste do distrito de Passo do Sabão.